# オリウエラ
オリウエラ（スペイン語:Orihuela）またはオリオーラ（バレンシア語:Oriola）は、スペイン・バレンシア州アリカンテ県のムニシピオ（基礎自治体）。公式名はスペイン語のOrihuela。ベガ・バハ・デル・セグラ地方の中心地である。市内をセグラ川が流れる。

## 由来
ローマ時代の地名はアウラリオラ（Aurariola、黄金の都市）であった。一説ではギリシャ人が都市をつくったと信じられており、ここにはイベリア人が数多く定住し、カルタゴのハミルカル・バルカによって都市は大きくなったと言われているが、最古の地名はローマ帝国に与えられたものである。この名称は西ゴート王国時代にも維持され、アウラリオラという名は都市のみならず周囲の郡の名前にもなり、アウラリオラ総監はコメス・キウィタティス・アウラリオラム（Comes Civitatis Aurariolam）と称した。別の歴史文書によると、都市はオルセリス（Orcellis）とも呼ばれたという。
イスラム勢に征服された後、都市の名はアラビア語名のウリウーラ（Uryúla）となった。キリスト教徒によるレコンキスタ後、この地に再植民したカタルーニャ人によってカタルーニャ語化されOriolaとなり、これをカスティーリャ語化して、Orihuela（オリウエラ）となった。その時から、カタルーニャ語とカスティーリャ語の名称がどちらも側でも使用された。しかし、オリウエラはカスティーリャ語地域にあるため、自治体公式名はカスティーリャ語名のオリウエラである。

## 歴史

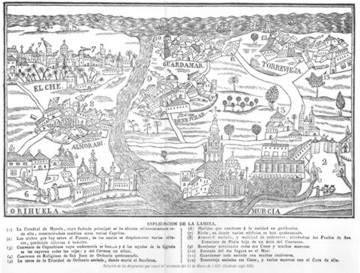
中世のオリウエラ

現在のオリウエラの基礎は、ローマ属州カルタギネンシスの一部である都市オルセリスの時代にできあがった。彼らはラテン語やラテン文明、農耕を導入した。
ユスティニアヌス帝時代、東ローマ帝国がアウラリオラ周辺を征服した。
625年、スウィンティラ王（en:Suntila）支配下の西ゴート王国が、ヒスパニアにあった東ローマ帝国領を占領した。都市はアウラリオラ州の中心地となり、州名と同じアウラリオラと呼ばれた。711年のイスラム勢の侵攻で西ゴート王権が倒れた後、領域を支配していた西ゴート貴族テウデミルがウマイヤ朝の統治を受け入れる協定を結び（713年4月）、近隣諸都市も統括した。
825年、一帯は後ウマイヤ朝への従属を強め、首都はアウラリオラからムルシアへ移った。
1053年から1212年まで、ウリウーラはタイファのバレンシア王国とムルシア王国の間で領有が争われた。
13世紀半ば、カスティーリャ王子アルフォンソ（のちのアルフォンソ10世）がオリウエラを征服した。のち、アラゴン王ハイメ2世がオリウエラをムルシア王国全土と同時に征服した。1296年、オリウエラはアラゴンの構成王国バレンシア王国の一部となった。
1437年、オリウエラはアリカンテ県初の都市に昇格した。
スペイン継承戦争終結後、フェリペ5世はバレンシア王国の首都を一時的に、バレンシアからオリウエラへ移した。
第一次カルリスタ戦争（1833年-1839年）では、オリウエラはカルリスタ派が強い影響力を持っていた。

## 経済
オリウエラでは農業が盛んで、レモン、オレンジ、アーモンド、オリーブ、ヤシ、ザクロ、綿、麻、野菜が栽培される。絹、羊毛、食品製造も重要な産業である。

## 史跡
- サラダレス（Yacimiento de Los Saladares） - かつてのイベリア人の定住地跡
- オリウエラ城（Castillo Orihuela） - 市内のサン・ミゲル山頂上にたつ。西ゴート王国時代の要塞が前身。スペイン継承戦争時代に破壊され打ち捨てられた後、19世紀の地震で復興不能な状態になった。
- オリウエラ聖堂（Santa Iglesia Catedral de El Salvador de Orihuela） - カトリックのオリウエラ＝アリカンテ司教座の聖堂。かつてはモスクがあった場所に、1281年にアルフォンソ10世によって教会が建てられた。ゴシック、ルネサンス、バロックの各様式の混合。
- サント・ドミンゴ参事会聖堂（Colegio Diocesano Santo Domingo） - 敷地面積18,000平方mを超える建物
- ヌエストラ・セニョーラ・デ・モンセラート礼拝堂（Santuario de Nuestra Señora de Monserrate）

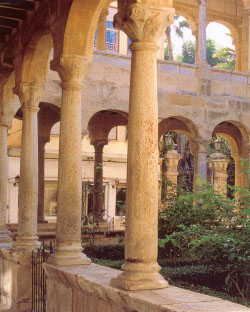
オリウエラ聖堂
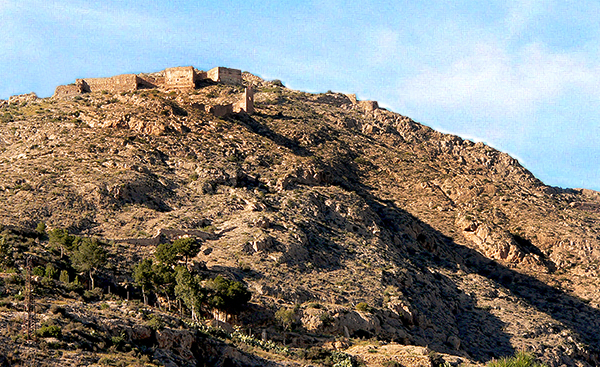
オリウエラ城
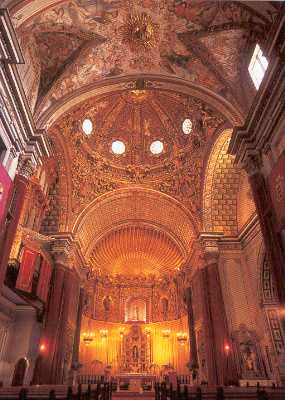
サント・ドミンゴ参事会聖堂
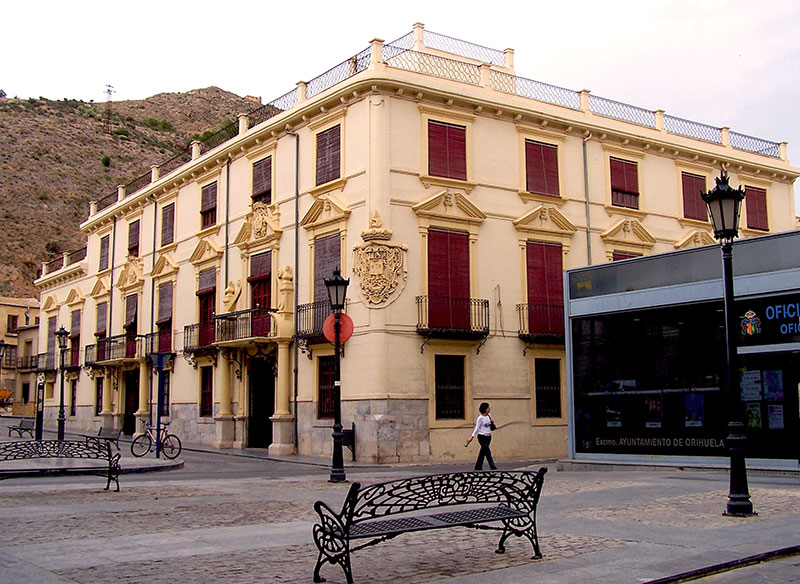
ラファル侯邸宅

## スポーツ
- オリウエラCF - オリウエラに本拠地を置くサッカークラブ。

## 姉妹都市
- キスコ、チリ

## 出身者
- ベルナルド・ルイス - 自転車競技選手。